# Magnificat Amour
Magnificat Amour è un romanzo dell'autrice italiana Isabella Santacroce del 2024.

## Struttura del testo
Il romanzo è diviso in quattro parti che comprendono lettere, frammenti di diari, trascrizioni di registrazioni su nastro e pagine autobiografiche scritte dai personaggi della vicenda, i cui nomi sono indicati di volta in volta prima dei vari brani, che non sono ordinati cronologicamente. 

## Trama
Lucrezia e Antonia sono due cugine di Roma che fin dall'infanzia hanno passato molto tempo insieme, quando venivano affidate alle cure della nonna. Lucrezia era una bambina bella e graziosa, al contrario di Antonia che, sebbene figlia di un'ex Miss Cinema, aveva un aspetto repellente.
Lucrezia è gelosa della cugina perché intercetta parte delle attenzioni della nonna che altrimenti sarebbero destinate a lei, così le riserva spesso degli scherzi crudeli ai quali Antonia non si sottrae né si ribella.
Dopo il diploma, Lucrezia va a vivere con la sua amica Caterina e si mette a lavorare come rappresentante di profumi, poi, per incrementare le sue entrate, si mette anche a spacciare droga, prima per conto proprio, quindi sotto l'egida di un criminale chiamato "Lo Squalo", che s'invaghisce di lei ma del quale la giovane respinge le avance. Ciò provoca la fine del sodalizio con Caterina: Lucrezia è costretta a cercare un nuovo alloggio e cambia diversi lavori, finché non diventa coinquilina e collega di una ragazza soprannominata Pernice, estetista, ma ad un certo punto si guasta anche il rapporto con quest'ultima.
Dopo una notte di bagordi, Lucrezia entra in stato confusionale in una chiesa e fa la conoscenza di suor Annetta, che l'aiuta a smaltire la sbornia. La suora si prefigge il compito di redimere Lucrezia, che le ricorda lei stessa da giovane, e inizia con lei una corrispondenza.
Col passare del tempo, Antonia sviluppa un certo fascino, e all'età di 27 anni è notata ai giardini pubblici da Manfredi, un pianista trentaduenne che è stato appena lasciato dalla fidanzata. Lucrezia intreccia una relazione con Brenno, un attore teatrale amico di Manfredi. La giovane inizia ad andare a casa di Manfredi con la scusa di lezioni di pianoforte, ma in realtà per consumare rapporti sessuali. Una sera, mentre Lucrezia e Manfredi sono a letto insieme, Antonia va a fargli visita e scopre la tresca. Il rapporto tra le due cugine si rovina irrimediabilmente.
Anni dopo, una trentaseienne Lucrezia vive a Milano, mantenuta da un facoltoso architetto (che chiama "Biscottino"), passando da feste dell'alta società, in cui droga e champagne scorrono a fiumi, a trattamenti estetici per conservare la sua bellezza in procinto di sfiorire.

## Personaggi
Lucrezia
La "cugina bella". È la principale voce narrante della vicenda. Da ragazza ha vissuto in un ambiente sociale piuttosto degradato e ha frequentato l'istituto tecnico commerciale.
Antonia
La "cugina brutta". Ha frequentato il liceo classico.  È una delle voci narranti.
La nonna
Nonna di Lucrezia e di Antonia. Vedova di un uomo che ha sperperato il suo patrimonio, ma alla cui memoria è rimasta fedele.
Lo zio metafonista
Zio delle protagoniste (paterno per Lucrezia, materno per Antonia) appassionato del fenomeno delle voci elettroniche. Regala a Lucrezia un pendolino che in diverse occasioni l'aiuterà a prendere la decisione giusta per non finire nei guai.
L'ex Miss Cinema
Madre di Antonia e zia di Lucrezia. Ha sposato un uomo brutto e insignificante per godere del suo patrimonio, e si rammarica continuamente che la figlia abbia ereditato l'aspetto da lui.
Manfredi
Pianista e insegnante di musica. Dopo la fine della sua storia con Emma, che ne ha esaurito le energie fisiche e mentali, s'interessa ad Antonia perché vede in lei una donna pura e morigerata, ma se ne stanca presto, così si lascia sedurre da Lucrezia. Ama leggere e ripetere le poesie di Antonia Pozzi. È una delle voci narranti.
Emma
Ex fidanzata di Manfredi, donna esuberante e sessualmente esigente.
Suor Annetta
Suora che prende in simpatia Lucrezia e si pone come obiettivo di farle cambiare vita. Scrive un libro autobiografico intitolato Verso Dio, di cui alcuni brani sono integrati nel romanzo.
Isabella
Personaggio che corrisponde all'autrice del romanzo. A Roma frequenta il parco in cui si sono incontrati Antonia e Manfredi. Fa la conoscena di suor Annetta in Piazza di Santa Maria in Trastevere, e accetta di leggere il libro che sta scrivendo. È una delle voci narranti.
Suor Assunta
Consorella di suor Annetta.
Padre Nicola
Prete che officia nel convento di suor Annetta.
Caterina
La migliore amica di Lucrezia durante l'adolescenza e la prima giovinezza.
Guido e Moreno
Amici di Lucrezia e Caterina, con le quali commettevano piccoli furti durante l'adolescenza.
Jano
Amico di Caterina, maggiore di un paio d'anni, col quale Lucrezia ha le prime esperienze sessuali.
Andrea Amideliquia
Tenore vicino di casa di Caterina, che per un certo tempo ospita Lucrezia nel suo appartamento.
Lo Squalo
Gestore del traffico di droga spacciata da Caterina e Lucrezia. "Era un salernitano con esperienze di carcere che si vantava gli avessero sparato in mezzo alle gambe per aver dato fuoco all'auto di un suo antagonista".
Stefania
Nipote della proprietaria dell'appartamento in cui Lucrezia si stabilisce dopo essere stata da Amideliquia. "Universitaria, giurisprudenza, collezionista di francobolli, carina, all'apparenza tranquilla e invece sdoppiata. Davanti a sua zia beveva gazzosa, garbata, bacchettona, una moralista che quando usciva con me [Lucrezia] diventava un'assatanata di sesso. Fumava come una turca, si sogliava se sbronza, un'esibizionista buttata fuori dai locali in mutande".
Pernice
Amica di Stefania. "Aveva macchie scure sul collo, una dermatite causata dall'assunzione di farmaci. Era un'estetista spietata, detestava i clienti spilorci, mai mance. Per ripicca li faceva soffrire, certta bollente, rischi di ustione".
Brenno
Attore amico di Manfredi, che sta particolarmente antipatico a Emma, che lo chiama il Viscidario. È affascinato dalla storia dei Saraceni, di cui colleziona scimitarre.
Severina
Ragazza invaghita di Manfredi, che la fugge.
Ludovico, detto Biscottino
Architetto, amante di Lucrezia a Milano. "Settantaquattrenne cheratosico sfoggiante stempiatura al IV grado della scala di Hamilton-Norwood, doppiopetto Armani principe di Galles, Rolex Cellini in oro 18 carati".
Vanessa
Signora dell'alta società milanese, ex amante di Ludovico. È chiamata Cleopatra Tea Filopatore (come l'ultima regina d'Egitto) da Lucrezia e viene concupita dal poeta veneziano.
Pamela
Amica di Vanessa, soprannominata da Lucrezia Uova Fabergé per gli oggetti che colleziona. Presenta Vanessa al poeta veneziano.
Il poeta veneziano
Uomo alcolizzato con velleità poetiche che frequenta l'alta società milanese. È una delle voci narranti.

## Edizioni
- Isabella Santacroce, Magnificat Amour, collana La Cultura, n. 1803, Milano, il Saggiatore, 2024, ISBN 978-88-428-3217-1.